# Montgiscard
Montgiscard je naselje in občina v južnem francoskem departmaju Haute-Garonne regije Jug-Pireneji. Leta 2008 je naselje imelo 2.060 prebivalcev.

## Geografija
Naselje leži v pokrajini Languedoc ob kanalu du Midi, 20 km jugovzhodno od Toulousa.

## Uprava
Montgiscard je sedež istoimenskega kantona, v katerega so poleg njegove vključene še občine Ayguesvives, Baziège, Belberaud, Belbèze-de-Lauragais, Corronsac, Deyme, Donneville, Escalquens, Espanès, Fourquevaux, Issus, Labastide-Beauvoir, Montbrun-Lauragais, Montlaur, Noueilles, Odars, Pompertuzat, Pouze in Varennes z 20.313 prebivalci.
Kanton Montgiscard je sestavni del okrožja Toulouse.

## Zanimivosti
- cerkev sv. Andreja iz 15. stoletja,
- grad Château de Roqueville iz 15. do 18. stoletja,
- kapela Notre-Dame de Roqueville.

## Pobratena mesta
- Campolongo Tapogliano (Furlanija-Julijska krajina, Italija).